# Comunele Cehiei (Ž)
Aceasta este o listă a comunelor din Republica Cehă care încep cu litera Ž.
Această listă este generată cu date din Wikidata și este actualizată periodic de un robot.
 Editările făcute în listă vor fi șterse la următoarea actualizare!
| #   | Comună                   | Populație | Suprafață (km2) | districtul                     |
| --- | ------------------------ | --------- | --------------- | ------------------------------ |
| 1   | Žďár nad Sázavou         | 20.519    | 37,06           | districtul Žďár nad Sázavou    |
| 2   | Žatec                    | 19.044    | 42,68           | districtul Louny               |
| 3   | Železný Brod             | 6.079     | 22,51           | districtul Jablonec nad Nisou  |
| 4   | Žamberk                  | 5.951     | 16,91           | districtul Ústí nad Orlicí     |
| 5   | Židlochovice             | 3.702     | 5,93            | districtul Brno-venkov         |
| 6   | Žirovnice                | 3.121     | 44,41           | districtul Pelhřimov           |
| 7   | Žacléř                   | 3.092     | 21,82           | districtul Trutnov             |
| 8   | Ždírec nad Doubravou     | 3.080     | 26,73           | districtul Havlíčkův Brod      |
| 9   | Ždánice                  | 2.520     | 20,82           | districtul Hodonín             |
| 10  | Žebrák                   | 2.240     | 8,51            | districtul Beroun              |
| 11  | Žlutice                  | 2.223     | 53,01           | districtul Karlovy Vary        |
| 12  | Žandov                   | 1.943     | 27,24           | districtul Česká Lípa          |
| 13  | Želešice                 | 1.912     | 9,97            | districtul Brno-venkov         |
| 14  | Želechovice nad Dřevnicí | 1.867     | 16,03           | districtul Zlín                |
| 15  | Žiželice                 | 1.786     | 18,6            | districtul Kolín               |
| 16  | Železná Ruda             | 1.681     | 79,77           | districtul Klatovy             |
| 17  | Žabčice                  | 1.661     | 8,18            | districtul Brno-venkov         |
| 18  | Žitenice                 | 1.609     | 13,08           | districtul Litoměřice          |
| 19  | Želetava                 | 1.508     | 27,57           | districtul Třebíč              |
| 20  | Žďár                     | 1.507     | 14,81           | districtul Mladá Boleslav      |
| 21  | Žleby                    | 1.405     | 14,62           | districtul Kutná Hora          |
| 22  | Železnice                | 1.351     | 13,09           | districtul Jičín               |
| 23  | Žihle                    | 1.299     | 39,86           | districtul Plzeň-sever         |
| 24  | Žlutava                  | 1.201     | 7,4             | districtul Zlín                |
| 25  | Žulová                   | 1.162     | 14,76           | districtul Jeseník             |
| 26  | Želiv                    | 1.158     | 26,05           | districtul Pelhřimov           |
| 27  | Ženklava                 | 1.158     | 10,67           | districtul Nový Jičín          |
| 28  | Žarošice                 | 1.111     | 14,67           | districtul Hodonín             |
| 29  | Želeč                    | 1.037     | 15,75           | districtul Tábor               |
| 30  | Žeravice                 | 1.002     | 7               | districtul Hodonín             |
| 31  | Žichlínek                | 999       | 10,76           | districtul Ústí nad Orlicí     |
| 32  | Živanice                 | 996       | 8,05            | districtul Pardubice           |
| 33  | Žabeň                    | 953       | 3,36            | districtul Frýdek-Místek       |
| 34  | Žatčany                  | 944       | 9,68            | districtul Brno-venkov         |
| 35  | Žehušice                 | 876       | 8,93            | districtul Kutná Hora          |
| 36  | Žinkovy                  | 861       | 20,45           | districtul Plzeň-jih           |
| 37  | Žilina                   | 852       | 7,86            | districtul Kladno              |
| 38  | Žeranovice               | 829       | 5,38            | districtul Kroměříž            |
| 39  | Žďárná                   | 761       | 10,36           | districtul Blansko             |
| 40  | Žižice                   | 749       | 12,07           | districtul Kladno              |
| 41  | Žádovice                 | 719       | 5,57            | districtul Hodonín             |
| 42  | Životice u Nového Jičína | 671       | 9,07            | districtul Nový Jičín          |
| 43  | Žďár nad Metují          | 647       | 8,16            | districtul Náchod              |
| 44  | Žichovice                | 634       | 5,26            | districtul Klatovy             |
| 45  | Žimutice                 | 629       | 31,73           | districtul České Budějovice    |
| 46  | Železné                  | 581       | 2,36            | districtul Brno-venkov         |
| 47  | Žalkovice                | 576       | 6,81            | districtul Kroměříž            |
| 48  | Žďárky                   | 576       | 4,6             | districtul Náchod              |
| 49  | Žihobce                  | 569       | 25,81           | districtul Klatovy             |
| 50  | Želeč                    | 568       | 8,09            | districtul Prostějov           |
| 51  | Žalhostice               | 545       | 2,33            | districtul Litoměřice          |
| 52  | Želatovice               | 541       | 4,42            | districtul Přerov              |
| 53  | Žďár nad Orlicí          | 540       | 9,36            | districtul Rychnov nad Kněžnou |
| 54  | Želízy                   | 528       | 11,07           | districtul Mělník              |
| 55  | Želetice                 | 512       | 6,11            | districtul Hodonín             |
| 56  | Žalany                   | 508       | 9,88            | districtul Teplice             |
| 57  | Želenice                 | 496       | 9,75            | districtul Most                |
| 58  | Žiželice                 | 485       | 14,76           | districtul Louny               |
| 59  | Ždírec                   | 484       | 9,34            | districtul Plzeň-jih           |
| 60  | Žákava                   | 479       | 9,48 9,47       | districtul Plzeň-jih           |
| 61  | Žehuň                    | 455       | 9,11            | districtul Kolín               |
| 62  | Žerotín                  | 448       | 7,86            | districtul Olomouc             |
| 63  | Žilov                    | 446       | 6,33            | districtul Plzeň-sever         |
| 64  | Ždírec                   | 443       | 10,36           | districtul Jihlava             |
| 65  | Žabovřesky               | 435       | 11,84           | districtul České Budějovice    |
| 66  | Židněves                 | 416       | 4,5             | districtul Mladá Boleslav      |
| 67  | Žerčice                  | 407       | 7,78            | districtul Mladá Boleslav      |
| 68  | Žďár                     | 403       | 5,09            | districtul Blansko             |
| 69  | Žižkovo Pole             | 401       | 14,33           | districtul Havlíčkův Brod      |
| 70  | Židovice                 | 392       | 3,56            | districtul Litoměřice          |
| 71  | Žďárec                   | 382       | 8,04            | districtul Brno-venkov         |
| 72  | Žáky                     | 379       | 5,66            | districtul Kutná Hora          |
| 73  | Ždánice                  | 362       | 10,52           | districtul Kolín               |
| 74  | Žerotice                 | 360       | 5,74            | districtul Znojmo              |
| 75  | Žár                      | 355       | 15,08           | districtul České Budějovice    |
| 76  | Žermanice                | 351       | 3,43            | districtul Frýdek-Místek       |
| 77  | Žernovice                | 325       | 5,3             | districtul Prachatice          |
| 78  | Želetice                 | 309       | 6,01            | districtul Znojmo              |
| 79  | Železná                  | 304       | 4,01            | districtul Beroun              |
| 80  | Žernov                   | 303       | 4,7             | districtul Náchod              |
| 81  | Žampach                  | 294       | 5,55            | districtul Ústí nad Orlicí     |
| 82  | Žíšov                    | 289       | 4,73            | districtul Tábor               |
| 83  | Žerůtky                  | 283       | 2,19            | districtul Znojmo              |
| 84  | Žabovřesky nad Ohří      | 276       | 4,82            | districtul Litoměřice          |
| 85  | Žernovník                | 272       | 2,87            | districtul Blansko             |
| 86  | Žumberk                  | 270       | 4,79            | districtul Chrudim             |
| 87  | Žďár                     | 258       | 15,97           | districtul Písek               |
| 88  | Žeretice                 | 254       | 7,69            | districtul Jičín               |
| 89  | Žákovice                 | 251       | 5,6             | districtul Přerov              |
| 90  | Žernov                   | 244       | 4,85            | districtul Semily              |
| 91  | Žabonosy                 | 240       | 3,11            | districtul Kolín               |
| 92  | Ždánice                  | 235       | 4,42            | districtul Žďár nad Sázavou    |
| 93  | Želechovice              | 234       | 6,1             | districtul Olomouc             |
| 94  | Žim                      | 234       | 5,73            | districtul Teplice             |
| 95  | Žlunice                  | 225       | 7,98            | districtul Jičín               |
| 96  | Želenice                 | 208       | 4,67            | districtul Kladno              |
| 97  | Žerotín                  | 207       | 11,2            | districtul Louny               |
| 98  | Žitovlice                | 189       | 6,59            | districtul Nymburk             |
| 99  | Žeraviny                 | 189       | 2,31            | districtul Hodonín             |
| 100 | Žítková                  | 178       | 6,11            | districtul Uherské Hradiště    |
| 101 | Žďárek                   | 175       | 2,33            | districtul Liberec             |
| 102 | Ždánov                   | 146       | 3,37            | districtul Domažlice           |
| 103 | Ždírec                   | 142       | 2,52            | districtul Havlíčkův Brod      |
| 104 | Žlebské Chvalovice       | 136       | 3,59            | districtul Chrudim             |
| 105 | Želnava                  | 132       | 10,37           | districtul Prachatice          |
| 106 | Žďár                     | 127       | 8,65            | districtul Rakovník            |
| 107 | Žďár                     | 124       | 7,13            | districtul Jindřichův Hradec   |
| 108 | Ždírec                   | 119       | 5,44            | districtul Česká Lípa          |
| 109 | Žáravice                 | 116       | 2,75            | districtul Pardubice           |
| 110 | Žárovná                  | 116       | 2,41            | districtul Prachatice          |
| 111 | Žatec                    | 111       | 3,14            | districtul Jihlava             |
| 112 | Židovice                 | 107       | 3,33            | districtul Jičín               |
| 113 | Želkovice                | 97        | 2,28            | districtul Louny               |
| 114 | Žirov                    | 94        | 2,82            | districtul Pelhřimov           |
| 115 | Žerůtky                  | 83        | 2,97            | districtul Blansko             |
| 116 | Županovice               | 68        | 4,87            | districtul Příbram             |
| 117 | Životice                 | 53        | 4,3             | districtul Plzeň-jih           |
| 118 | Županovice               | 50        | 4,48            | districtul Jindřichův Hradec   |
| 119 | Želivsko                 | 38        | 3,33            | districtul Svitavy             |